# S&M (singel)
S&M – piosenka barbadoskiej piosenkarki Rihanny, pochodząca z jej piątego albumu „Loud”. Utwór napisał Mikkel S. Eriksen, Tor E. Hermansen, Sandy Wilhelm, i Ester Dean, a wyprodukowali Stargate i Sandy Vee. Kompozycja została wydana jako czwarty oficjalny singiel z Loud 21 stycznia 2011 roku, przez The Island Def Jam Music Group. „S&M” łączy eurodance, dance i electro.
Singiel otrzymał mieszane recenzje od krytyków, głównie za ciemniejszy charakter tekstu znanego z Rated R. Jeszcze przed wydaniem piosenka zadebiutowała na pięćdziesiątym trzecim miejscu notowania Billboard Hot 100 oraz na siedemdziesiątym drugim Canadian Hot 100. Kompozycja uplasowała się także w Australii, Irlandii i Wielkiej Brytanii, gdzie na UK R&B Chart okupuje miejsce trzynaste. Teledysk wyreżyserowała Melina Matsoukas.
11 kwietnia 2011 Rihanna nagrała remix utworu wraz z Britney Spears.

## Teledysk
Artystka po wydaniu Loud zdradziła, że teledysk będzie nieoczekiwany i fani będą bardzo zaskoczeni oraz zapowiedziała nagranie teledysku na początek 2011 roku. Krótka wersja klipu została nagrana w Los Angeles i opublikowana 15 stycznia 2011 roku. Reżyserem teledysku jest Melina Matsoukas, która wcześniej wyreżyserowała wideo do: „Hard”, „Rude Boy” i „Rockstar 101”. 19 stycznia z kolei Rihanna opublikowała zdjęcie na portalu Twitter, z burzą ognistych loków, czerwonym sercem zasłaniającym jedno oko oraz z lodem w ręku. Więcej zdjęć opublikowano na RyanSeacrest.com pięć dni później. Zdjęcia ukazują piosenkarkę jako króliczka Playboya – otoczoną przez reporterów, wylegującą się na biurku w różowej, lateksowej sukience, w czarnych szpilkach i żółtych uszach królika. 27 stycznia na kanale YouTube ukazała się trzydziestoośmiosekundowe nagranie przedstawiające Rihannę w różowym lateksie, która wiruje na krześle obrotowym oraz ściska gumową lalkę.

## Premiera
Oficjalna premiera klipu odbyła się 31 stycznia 2011 roku na kanale VEVO. Kilkanaście dni po premierze teledysk i piosenka zostały zakazane w 11 krajach z powodu sadomasochistycznych treści. W marcu radio BBC zmieniło jego nazwę na „S&M (Come On)”, a prezenterzy, zapowiadając piosenkę, ograniczali się jedynie do członu Come On.

## Track lista
- Digital download – S&M (Remiksy)[11]

1. „S&M” (Dave Audé Radio) – 3:50
2. „S&M” (Joe Bermudez Chico Radio) – 3:49
3. „S&M” (Sidney Samson Radio) – 3:19
4. „S&M” (Dave Audé Club) – 7:28
5. „S&M” (Joe Bermudez Chico Club) – 5:17
6. „S&M” (Sidney Samson Club) – 6:50
7. „S&M” (Dave Audé Dub) – 6:29
8. „S&M” (Joe Bermudez Chico Dub) – 5:17
9. „S&M” (Sidney Samson Dub) – 6:50

- Digital download – remix single

1. „S&M” (Remix featuring Britney Spears) – 4:17

## Personel
- Wokal główny – Rihanna
- Wokal wspierający – Ester Dean
- Twórca tekstu – Mikkel S. Eriksen, Tor Erik Hermansen, Sandy Wilhelm, Ester Dean
- Producent muzyczny – Stargate, Sandy Vee
- Nagrywanie– Mikkel S. Eriksen, Miles Walker, Sandy Vee
- Produkcja wokalu – Kuk Harrell
- Nagrywanie wokalu – Kuk Harrell, Josh Gudwin, Marcos Tovar
- Asystent menedżera nagrywania – Bobby Campbell
- Miksowanie – Sandy Vee, Phil Tan
- Inżynier dźwięku – Damien Lewis
- Instrumenty – Mikkel S. Eriksen, Tor Erik Hermansen, Sandy Vee

## Notowania
| Listy (2010)                             | Najwyższa pozycja |
| ---------------------------------------- | ----------------- |
| Australia (ARIA)                         | 1                 |
| Belgia (Ultratip Walonia)                | 3                 |
| Czechy (IFPI)                            | 8                 |
| Finlandia (Suomen virallinen lista)      | 4                 |
| Francja (SNEP)                           | 3                 |
| Irlandia (IRMA)                          | 3                 |
| Kanada (Canadian Hot 100)                | 1                 |
| Norwegia (VG-lista)                      | 1                 |
| Nowa Zelandia (RIANZ)                    | 2                 |
| Polska (ZPAV)                            | 1                 |
| Szwecja (Sverigetopplistan)              | 1                 |
| Szwajcaria (Media Control AG)            | 1                 |
| UK R&B (The Official Charts Company)     | 1                 |
| UK Singles (The Official Charts Company) | 3                 |
| Billboard Hot 100                        | 1                 |
| Billboard Hot Dance Club Play Songs\|    | 1                 |

## Radio i historia wydania
| Państwo           | Data             | Format                     | Wytwórnia       |
| ----------------- | ---------------- | -------------------------- | --------------- |
| Stany Zjednoczone | 21 stycznia 2011 | Digital remixes            | Def Jam Records |
| Stany Zjednoczone | 25 stycznia 2011 | Mainstream, rhythmic radio | Def Jam Records |